# Fiskträsket, Norrbotten
Fiskträsket är en sjö i Kalix kommun i Norrbotten och ingår i Kalixälven-Töreälvens kustområde.